# 黃創光
黃創光（Derek Kanjanapas / Wong Chong-kwong，1968年1月8日—），香港企業家，出生於香港，原籍中國潮州普寧，為泰國華僑富豪黃子明的姪兒，是先科國際之前主席，他因為涉嫌行賄、造市等犯罪行為，及棄保潛逃而被通緝。
2008年10月， 先科國際行賄案其餘兩名被告上訴得直。  上訴庭頒下判詞， 指原審法官錯誤引用法律原則， 裁定兩人上訴得直，撤銷定罪當庭獲釋， 案件毋須重審。
至於串謀妨礙司法公正案件，於2010年6月28日，終審法院作出終極裁決，所有上訴被告上訴得直，脫罪當庭獲釋。 終審法院的判詞明言是案的證據薄弱，指控欠理據支持。
黃創光曾就读美國波士頓大學，获製造工程理學士。黃創光也是上海華博控股(港交所：401)，及中國衛生控股(港交所：673) 的前董事。自2009年起，据相关人士透露，傳聞他与梁志华在上海南京西路的南证大厦21楼一起经营生意，收购金科数码（0922）并将公司名改为中福控股（China Boon）后将公司卖给杭州一私营墓园企业。
由于杭州公司未有履行合約支付壳價，以至在2012-2013期間出現資金週轉問題。後轉租至上海南京路附近办公楼内办公。
曾长期在南京西路沿线的四季酒店长包客房居住。香港名人黃創保丶足球班主黃創山及香港商人黃創增是黃創光的堂兄弟。

## 相關
- 林炳昌
- 艾勤賢
- 廉政公署的重大案件之一